# Мирівська сільська рада (Кагарлицький район)
| Мирівська сільська рада — колишній орган місцевого самоврядування у Кагарлицькому районі Київської області з адміністративним центром у с. Мирівка. Історична дата утворення: в 1920 році. Сільській раді підпорядковані населені пункти: - с. Мирівка |

## Склад ради
Рада складалася з 16 депутатів та голови.

### Керівний склад ради
| ПІБ                         | Основні відомості                                                         | Дата обрання | Дата звільнення |
| --------------------------- | ------------------------------------------------------------------------- | ------------ | --------------- |
| Мисник Віктор Іванович      | Сільський голова, 1955 року народження, освіта, член народної партії      | 26.03.2006   | 31.10.2010      |
| Шевчук Сергій Володимирович | Сільський голова, 1961 року народження, освіта вища, член Партії регіонів | 31.10.2010   |                 |

Примітка: таблиця складена за даними джерела